# U-18-Faustball-Weltmeisterschaft der Frauen 2009

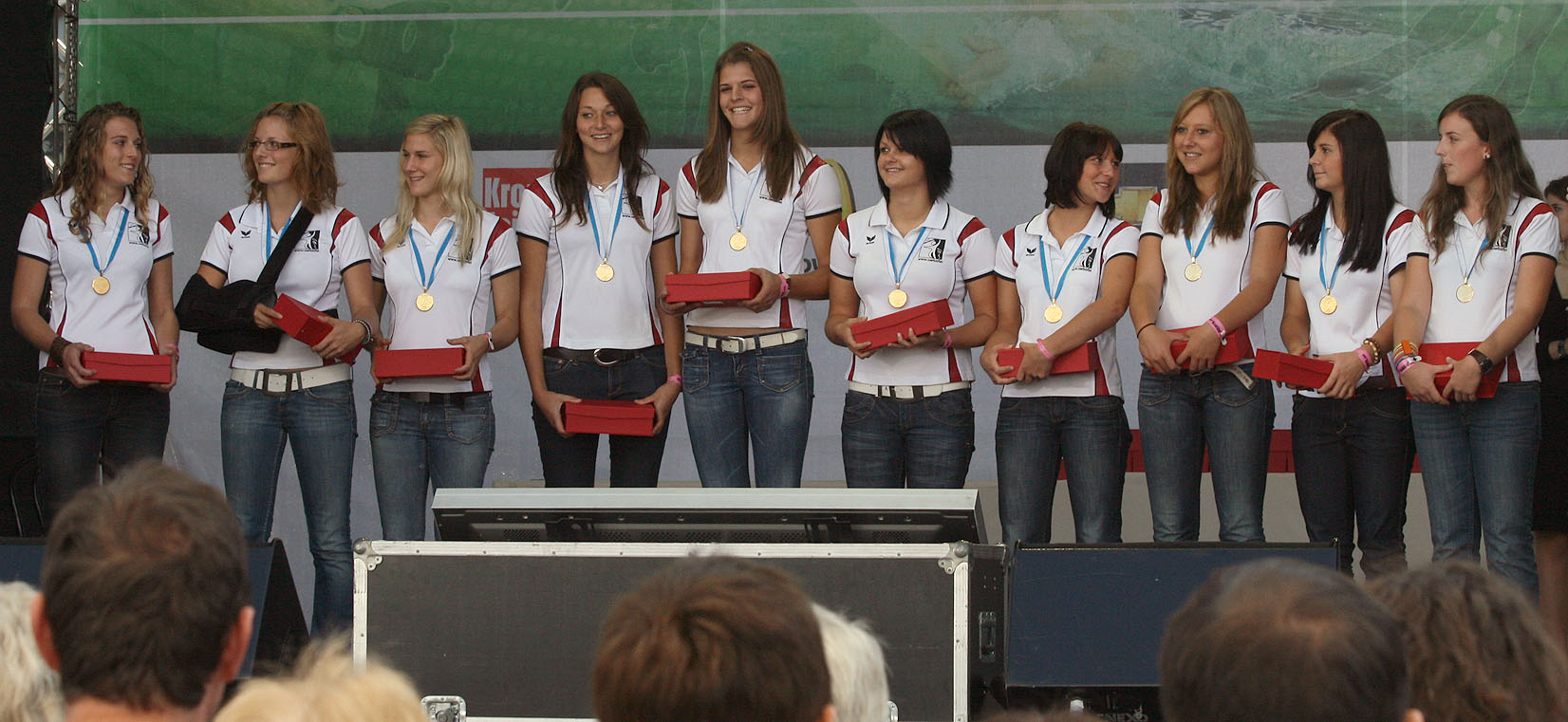
Die österreichische U-18-Mannschaft (Wien 2009)

Die 2. Faustball-Weltmeisterschaft der weiblichen Jugend U-18 fand vom 1. bis 4. Januar 2009 in Swakopmund (Namibia) zeitgleich mit der WM der männlichen Jugend U-18 statt. Namibia war erstmals Ausrichter einer Jugend-Faustball-Weltmeisterschaft.

## Vorrunde
| 01.01.2009 | Brasilien   | – | Namibia     | 3:0 | (11:4, 11:4, 11:4)                |
| 01.01.2009 | Österreich  | – | Schweiz     | 3:0 | (12:10, 11:4, 11:4)               |
| 01.01.2009 | Brasilien   | – | Schweiz     | 2:3 | (11:8, 8:11, 11:5, 12:14, 5:11)   |
| 01.01.2009 | Deutschland | – | Österreich  | 1:3 | (8:11, 7:11, 12:10, 9:11)         |
| 02.01.2009 | Brasilien   | – | Deutschland | 0:3 | (6:11, 8:11, 9:11)                |
| 02.01.2009 | Namibia     | – | Österreich  | 0:3 | (5:11, 7:11, 3:11)                |
| 02.01.2009 | Deutschland | – | Schweiz     | 3:2 | (11:13, 12:10, 9:11, 13:11, 11:5) |
| 02.01.2009 | Schweiz     | – | Namibia     | 3:0 | (11:8, 11:4, 11:6)                |
| 03.01.2009 | Brasilien   | – | Österreich  | 1:3 | (4:11, 12:10, 8:11, 3:11)         |
| 03.01.2009 | Namibia     | – | Deutschland | 0:3 | (5:11, 3:11, 2:11)                |

## Zwischenrunde
| 03.01.2009 | Brasilien | – | Namibia | 3:0 | (11:8, 11:1, 11:5) |

## Halbfinale
Der Sieger der Vorrunde ist direkt für das Finale qualifiziert. Der Zweit- und Drittplatzierte spielten in einem Halbfinale den zweiten Finalisten aus.
| 03.01.2009 | Deutschland | – | Schweiz | 3:0 | (11:5, 11:6, 11:8) |

## Finalspiele
| Spiel um Platz 3 | Spiel um Platz 3 | Spiel um Platz 3 | Spiel um Platz 3 | Spiel um Platz 3 | Spiel um Platz 3    | Spiel um Platz 3 |
| ---------------- | ---------------- | ---------------- | ---------------- | ---------------- | ------------------- | ---------------- |
| 04.01.2009       | Brasilien        | –                | Schweiz          | 0:3              | (8:11, 8:11, 11:13) |                  |
| Finale           |                  |                  |                  |                  |                     |                  |
| 04.01.2009       | Österreich       | –                | Deutschland      | 3:0              | (11:2, 15:14, 11:8) |                  |

## Schiedsrichter
Vier Schiedsrichter aus vier Nationen leiteten die Spiele der U18-Weltmeisterschaft in Namibia.
- Karl Hinterreiter  Österreich
- Jürgen Albrecht  Deutschland
- Reto Mähr  Schweiz
- Peter Steinkopff  Namibia

## Platzierungen
| Rang | Land        |
| ---- | ----------- |
| 1.   | Österreich  |
| 2.   | Deutschland |
| 3.   | Schweiz     |
| 4.   | Brasilien   |
| 5.   | Namibia     |